# Sueño Stereo
Sueño Stereo es el séptimo y último álbum de estudio de la banda de rock latino Soda Stereo, lanzado al mercado el 21 de junio de 1995 por Sony BMG. El disco tiene las canciones destacadas tales como «Disco eterno», «Paseando por Roma», «Ella usó mi cabeza como un revólver» y una de sus canciones más conocidas «Zoom». Sueño Stereo logró el 4.º puesto de los 10 mejores álbumes del rock latinoamericano por la Rolling Stone Estados Unidos en 2012, y el 41.er puesto de los 250 mejores álbumes del rock iberoamericano por Al Borde en 2006. De este álbum, el ranking de las 500 mejores canciones del rock iberoamericano por Al Borde en 2006 premió «Ella usó mi cabeza como un revólver» (206.º) y «Zoom» (129.º). El video de «Ella usó mi cabeza como un revólver», dirigido por el argentino Stanley y filmado en Santiago de Chile, fue ganador del Premio MTV de la Gente regional de 1996, por entonces único premio MTV a la música latina.

## Grabación y lanzamiento
Fue grabado en Supersónico, Buenos Aires por Eduardo Bergallo y mezclado en Matrix, Londres por Clive Goddard y Bergallo. El 21 de junio de 1995, sale el álbum Sueño Stereo la cual sería el último por parte de la banda. En ese disco apostaron por la búsqueda de nuevas sonoridades en la experimentación electrónica; durante el tiempo, las canciones se volvieron clásicas y populares de la banda. El trabajo discográfico ganó en poco tiempo el disco de platino, otorgado por el Recording Industry Association of America (RIAA), y llegó a ser uno de los discos más exitosos de la banda. En 1996, a pesar de los constantes altibajos del grupo, y una serie de rechazos para grabar en el estudio del canal MTV, fue aceptada y acordada la grabación de una sesión en dicho estudio, pero con una serie de condiciones: que el set no fuera completamente acústico, sino una versión distinta de sus canciones, y que solo se serían once canciones (en 2007, se añadieron dos más).

## Música
Un álbum de notoria influencia británica, predominantemente alternativo y neopsicodélico, pero con las variables ya descritas. El sonido electrónico resulta ser el segundo protagonista, ya que es un acompañante constante de casi todo el disco, como en piezas como «Disco eterno», «Pasos», «Zoom» o «X-Playo». Como otro importante detalle, se destaca la presencia constante de violines y cellos (violonchelos) a lo largo de las doce canciones. Y estas son solo algunas de las peculiaridades del álbum. Además, parte del álbum homenajea a Revolver (1966) de The Beatles, con distintas alusiones a él, desde la combinación de colores de la portada hasta el incluir una canción con la palabra «Revolver» en el título («Ella usó mi cabeza como un revólver»). En términos musicales, las canciones «Paseando por Roma» y «Superstar» (grabada en las sesiones de Sueño Stereo; luego incluida en Comfort y música para volar 1996) están inspiradas en canciones de Revolver. «Paseando por Roma» tiene un bajo basado en «Taxman» y un estribillo basado en «Got to Get You into My Life». En cuanto a «Superstar», tiene una melodía basada en «She Said She Said». Siguiendo en la misma línea, en 1995, Soda Stereo viajó a Inglaterra a terminar la mezcla del disco en los estudios Matrix en Londres, y entrevistados en aquel momento recordaban su fanatismo por The Beatles.
Inicia cargado hacia lo alternativo con el exitoso primer sencillo del álbum «Ella usó mi cabeza como un revólver» y luego «Disco eterno». Un cambio rotundo de estilo ocurre con la tercera pista, ya que aparece «Zoom» con su pop rock neopsicodélico, que además se convertiría en uno de los clásicos de la banda. Luego ocurre un nuevo cambio, esta vez hacia el britpop con «Paseando por Roma» y «Ojo de la Tormenta»; además entre las canciones que quedaron fuera del álbum, el britpop se hace presente en «Coral» y «Superstar». En el disco también hay espacio para delicadas baladas, como «Efecto Doppler», alternativa con un toque sinfónico y «Crema de Estrellas», acústica, electrónica y soñadora. «Ángel Eléctrico» es probablemente la única «sobreviviente» del sonido shoegazing de Dynamo, su álbum antecesor, aunque con un sonido más noise.
Y al principio del final aparece lo más novedoso y sorprendente del disco, que son las piezas que lo cierran. Las últimas tres pistas son las más experimentales de todo el álbum. «Planta» es una delicada canción que explora sonidos experimentales con rock progresivo. «X-Playo» es la pieza más ligada a la música electrónica ambient de todo el álbum, además de ser la única que no cuenta con la voz de Gustavo Cerati. Y la última es «Moirè», que continúa con la atmósfera ambient, pero esta vez mezclada con rock experimental; además, cuenta otra vez con la voz de Cerati y la banda en plenitud. Todas ellas están unidas sin pausas entre sí.

## Álbum conceptual
En la segunda mitad del álbum (desde la pista 7), las canciones del disco forman un pequeño álbum conceptual. En él, las canciones siguen una música muy relacionada entre sí, particularmente, rock progresivo (estilo que la banda nunca había tocado con anterioridad) y art rock. Además, las últimas cuatro canciones, «Crema de estrellas», «Planta», «X-Playo» y «Moiré» están unidas musicalmente como un solo tema, sin pausas.

## Idea original
Los temas «X-Playo» (editado en este álbum) y «Sonoman» (que quedó fuera de Sueño Stereo y que fue luego editado en Comfort y música para volar) y lo misterioso de sus sonidos hicieron que durante años los fanáticos del grupo se preguntaran cuáles eran los motivos de la creación de estas canciones, algo alejados al estilo convencional del grupo, que además no contenían la voz de Gustavo Cerati. Lo cierto es que estas dos canciones son los residuos de un proyecto que no llegó a ver la luz. Zeta Bosio declaró que originalmente Sueño Stereo iba a ser un álbum doble. Uno sería el disco que fue lanzado, con las canciones convencionales, y otro sería un disco íntegro en música ambient (del que surgieron «Sonoman» y «X-Playo»). Él y Cerati estaban trabajando y experimentando con aquello, pero al planteárselo a la compañía discográfica, la respuesta fue negativa, aduciendo de que no sería comercialmente apropiado. Así fue como los susodichos temas instrumentales fueron lo único que quedó de aquella idea original.

## Recepción
En solo quince días de ventas el álbum fue certificado con el doble disco de platino. 
Debido al éxito de este disco y al ser además el último álbum de estudio del grupo musical, para gran parte del público y la crítica, Soda Stereo se disolvió en el tope de su creatividad (musicalmente hablando), ya que el álbum sirvió para ratificar el estatus de la banda como una de las más influyentes en la historia del rock en español, pero además se convirtió en uno de los más relevantes de su mítica carrera.

Sueño Stereo necesitó dos años y medio para concebirse. Sería ilógico decir que este álbum es la obra maestra de Soda Stereo, pero era lo más real del grupo en ese momento, porque estábamos despojados de la necesidad de tener un futuro de grupo, o de ser el mejor durante otros diez años. Ya habíamos pasado por muchas cosas y el grupo se sentía a sí mismo como clásico. Por otro lado estábamos muy orgullosos de lo que había promovido Dynamo y su lectura posterior. Entonces, Sueño Stereo tenía la presión del no presionarnos. El grupo era un proyecto que tenía que dar algo importante, no podía ser un disquito. Además, era volver a encontrarnos después de un tiempo y dejar que la música fluyera, sin pensar demasiado en que teníamos que dar un paso o algo así. Al final, Sueño Stereo es uno de los discos más innovativos dentro de nuestra carrera, sin habérselo propuesto. Por su combinación sonora, por sus letras, por su sonoridad.
Gustavo Cerati

## Gira Sueño Stereo
El álbum fue el eje de la extensa Gira Sueño Stereo que realizaron por Venezuela, Colombia, Perú, Chile, Honduras, Panamá, Costa Rica, México y Estados Unidos, que comenzó el 8 de septiembre de 1995 en Buenos Aires, extendiéndose hasta el 24 de abril de 1996 en Santiago de Chile.

## Lista de canciones
Todas las letras escritas por Gustavo Cerati.
| N.º   | Título                                | Escritor(es)             | Duración |  |
| 1.    | «Ella usó mi cabeza como un revólver» | Cerati · Bosio · Alberti | 4:32     |  |
| 2.    | «Disco eterno»                        | Cerati · Bosio · Alberti | 5:46     |  |
| 3.    | «Zoom»                                | Cerati                   | 3:28     |  |
| 4.    | «Ojo de la tormenta»                  | Cerati                   | 4:34     |  |
| 5.    | «Efecto doppler»                      | Cerati                   | 5:03     |  |
| 6.    | «Paseando por Roma»                   | Cerati · Bosio · Alberti | 3:35     |  |
| 7.    | «Pasos»                               | Cerati                   | 3:54     |  |
| 8.    | «Ángel eléctrico»                     | Cerati · Bosio · Alberti | 4:37     |  |
| 9.    | «Crema de estrellas»                  | Cerati                   | 4:37     |  |
| 10.   | «Planta»                              | Cerati · Bosio           | 4:53     |  |
| 11.   | «X-Playo»                             | Cerati                   | 4:08     |  |
| 12.   | «Moirè»                               | Cerati                   | 4:02     |  |
| 53:08 |                                       |                          |          |  |

## Sencillos
- «Ella usó mi cabeza como un revólver» (1995)
- «Zoom» (1995)
- «Disco eterno» (1995)
- «Paseando por Roma» (1996)

## Vídeos musicales
- «Ella usó mi cabeza como un revólver» (1995)
- «Zoom» (1995)
- «Crema de estrellas» (2022)
- «Paseando por Roma» (2022)

## Canciones descartadas
Por una decisión de último momento de los integrantes del grupo musical, cuatro canciones unidas de forma conceptual que formarían parte del disco, quedaron fuera de este. Estas fueron el experimental instrumental «Sonoman»; la neopsicodélica «Planeador»; y el britpop de «Coral» y «Superstar». Posteriormente, en el año 1996, fueron lanzadas en el álbum Comfort y música para volar.
A pesar de quedar fuera del álbum, éstas canciones han sido alabadas por la crítica y muchos fanáticos, como lo es en el caso de «Planeador», también la instrumental «Sonoman», que ha sido descrita como una de las más destacadas canciones de éstas cuatro divulgadas posteriormente.

## Certificaciones
| País           | Organismo certificador | Certificación | Ventas certificadas | Ref.   |
| -------------- | ---------------------- | ------------- | ------------------- | ------ |
| Argentina      | CAPIF                  | 2x Platino    | 120 000             | [ 12 ] |
| Estados Unidos | RIAA                   | Oro           | 30 000              | [ 13 ] |

## Personal
- Gustavo Cerati: Voz principal y coros, guitarras, piano eléctrico, sampler, programaciones y efectos.
- Zeta Bosio: Bajo, coros, armónica, sampler y programaciones.
- Charly Alberti: Batería y percusión.

### Músicos invitados
- Janos Morel: Violín.
- Mauricio Alves: Violín.
- Pablo Flumetti: Violonchelo.
- Roy Málaga: Piano eléctrico en «Ojo de la tormenta» y «Crema de estrellas».
- Flavio Etcheto: Trompeta.